# Pleogynopteryx amurensis
Pleogynopteryx amurensis là một loài bướm đêm trong họ Geometridae.